# Fairmont (Virginie-Occidentale)
Pour les articles homonymes, voir Fairmont.
La ville de Fairmont est le siège du comté de Marion, situé dans l’État de Virginie-Occidentale, aux États-Unis. Sa population s’élevait à 18 704 habitants lors du recensement de 2010, estimée à 18 411 habitants en 2018.

## Histoire
La ville est appelée Middletown jusqu'en 1843, année où elle adopte son nom actuel, contraction de « fair » et « mountain ».

## Personnalité liée à la ville
- John Knowles (1926-2001), écrivain né à Fairmont.
- Mary Lou Retton (1968-), championne olympique de gymnastique.